# Perissops
Perissops är ett släkte av skalbaggar. Perissops ingår i familjen vivlar.

## Dottertaxa tillPerissops, i alfabetisk ordning[1]
- Perissops abacetus
- Perissops albonotatus
- Perissops apicalis
- Perissops brevicollis
- Perissops carus
- Perissops deportatus
- Perissops funiculatus
- Perissops granicollis
- Perissops granulatus
- Perissops iliacus
- Perissops intricatior
- Perissops intricatus
- Perissops maculosus
- Perissops medionotatus
- Perissops mucidus
- Perissops multimaculatus
- Perissops ocellatus
- Perissops ochreonotatus
- Perissops parvus
- Perissops pavonius
- Perissops pictipennis
- Perissops piscicorpus
- Perissops rubiginosus
- Perissops sagax
- Perissops semicalvus
- Perissops sobrinus
- Perissops squamivarius
- Perissops stellata
- Perissops tarsalis
- Perissops variegatus
- Perissops weidenbachi